# Enders-Reagenz
Als Enders-Reagenz bezeichnet man die beiden stereoisomeren chemischen Verbindungen (S)-(−)- und (R)-(+)-1-Amino-2-methoxymethylpyrrolidin, die häufig SAMP oder RAMP abgekürzt werden. Benannt sind die beiden Stickstoff-Heterocyclen nach Dieter Enders. Sie werden als chirale Auxiliare eingesetzt, d. h. als Hilfsstoffe, die durch ihre eigene stereochemische Information bei einer chemischen Synthese die Reaktion zu einem erwünschten Endprodukt mit festgelegter Stereochemie steuern und anschließend wieder abgespalten werden (können).

## Darstellung
SAMP wird in einer vierstufigen Synthese aus L-Prolin [Synonym: (S)-Prolin]  hergestellt. Das Enantiomer von SAMP – also (R)-(+)-1-Amino-2-methoxymethylpyrrolidin (RAMP) – kann aus  D-Prolin [Synonym: (R)-Prolin] oder (R)-Glutaminsäure in einer sechsstufigen Synthese hergestellt werden.

## Analytik
Eine gaschromatographische Methode zur Bestimmung der Enantiomerenreinheit von SAMP und RAMP wurde in der Literatur beschrieben.

## Verwendung
SAMP und RAMP werden in der enantioselektiven Synthese als chirale Auxiliare eingesetzt.
Unter Anwendung der SAMP-/RAMP-Hydrazonmethode können in α-Stellung chiral alkylierte Ketone und Aldehyde mit guten Enantiomeren- und Diastereomerenüberschüssen synthetisiert werden.
Die Reaktion beruht auf der Bildung des Hydrazons aus dem chiralen Auxiliar und dem Edukt, einem Keton oder Aldehyd. Der Sauerstoff der Methoxygruppe wirkt chelatisierend zum Lithiumion von enolatbildenden Basen wie Lithiumdiisopropylamid. Dadurch wird die Stereoinformation, die Stellung der Methoxygruppe, auf das Produkt induziert.
Die intermediären Produkte sind Hydrazone, welche mittels Ozonolyse in die Endprodukte überführt werden. Das Auxiliar fällt dabei als Nitroderivat an und kann mit Zink und Essigsäure zum Hydrazin (SAMP bzw. RAMP) reduziert, also rezykliert werden.
Viele Naturstoffe, vor allem Pheromone, z. B. (S)-(+)-4-Methyl-3-heptanon, ein Alarmpheromon der Blattschneiderameisen, konnten erfolgreich synthetisiert werden.